# Нарада-смріті
Закони Наради, Нарада-смріті (Nāradasmṛti) — одна з дхарма-шастр, збірка правових норм, що стосуються дхарми. Складено у віршованій формі. Цей текст носить чисто юридичний характер, так як він сконцентрований виключно на питаннях процесуального права і права власності. Етичні розпорядження відступають в Нарада-смріті на другий план, що відрізняє її від інших дхарма-шастр. Вузька правова спрямованість зробила текст високо цінним в середовищі правителів і їх помічників, які вбачали свою дхарму в справедливому управлінні державою.